# ۱۱۸ (میلادی)
۱۱۸ (میلادی) صد  و هجدهمین سال تقویم میلادی است.

## زادگان
تهران

## درگذشتگان
‎